# Dezső Földes
Dezső Földes, född 30 december 1880 i Miskolc, död 27 mars 1950 i Cleveland i Ohio, var en ungersk fäktare.
Földes blev olympisk guldmedaljör i sabel vid sommarspelen 1908 i London.